# قرداحه
قرداحه (به عربی: القرداحة) یکی از شهرهای سوریه واقع در شهرستان القرداحه است. این شهر ۸٬۶۷۱ نفر جمعیت دارد و ۳۳۰ متر بالاتر از سطح دریا واقع شده‌است.